# Olimi Karimzod Mastczoh
Olimi Karimzod Mastczoh (tadż. Клуби футболи «Олими Каримзод» н.Мастчоҳ) – tadżycki klub piłkarski z siedzibą w Mastczoh.

## Historia
Klub Olimi Karimzod został założony w latach 90. XX wieku w Mastczoh i reprezentował przemysłowo-finansową spółkę "Olimi Karimzod-M". Od 2001 występował w mistrzostwach wilajetu sogdyjskiego, a w 2006 zdobył jej mistrzostwo.
W sezonie 2006 zespół debiutował w I lidze i zakończył rozgrywki na dziewiątym miejscu (z 12 drużyn). Jednak potem wycofał się z rozgrywek mistrzostw Tadżykistanu 2007 i został rozwiązany.

## Sukcesy

### Trofea międzynarodowe
Nie uczestniczył w rozgrywkach azjatyckich (stan na 31-05-2014).

### Trofea krajowe
| \| \| Zdobyte trofea w rozgrywkach Tadżykistanu (stan na: 31-05-2014) \| |                                                                 |      |          |
| Rozgrywki                                                                | Osiągnięcie                                                     | Razy | Sezon(y) |
| Mistrzostwo                                                              | I miejsce                                                       | 0    |          |
| Mistrzostwo                                                              | II miejsce                                                      | 0    |          |
| Mistrzostwo                                                              | III miejsce                                                     | 0    |          |
| Mistrzostwo                                                              | 9 miejsce                                                       | 1    | 2006     |
| Puchar                                                                   | zdobywca                                                        | 0    |          |
| Puchar                                                                   | finalista                                                       | 0    |          |
| Puchar                                                                   | 1/8 finału                                                      | 1    | 2006     |
| II liga                                                                  | I miejsce                                                       | 0    |          |
| II liga                                                                  | II miejsce                                                      | 0    |          |
| II liga                                                                  | III miejsce                                                     | 0    |          |
| Tadżykistan                                                              | Zdobyte trofea w rozgrywkach Tadżykistanu (stan na: 31-05-2014) |      |          |

## Stadion
Klub rozgrywał swoje mecze domowe na stadionie miejskim w Mastczoh, który może pomieścić 1,000 widzów.